# 17056 Boschetti
17056 Boschetti è un asteroide della fascia principale. Scoperto nel 1999, presenta un'orbita caratterizzata da un semiasse maggiore pari a 2,2141382 UA e da un'eccentricità di 0,1124590, inclinata di 3,30509° rispetto all'eclittica.